# Mortal Kombat: The Album
Mortal Kombat: The Album es un álbum de banda sonora de The Immortals (Maurice "Praga Khan" Engelen y Olivier Adams), lanzado en 1994 para acompañar las versiones caseras del videojuego Mortal Kombat. Los anuncios de televisión para las versiones caseras incluyeron un breve anuncio del álbum al final. El sencillo Mortal Kombat (Techno-Syndrome) fue lanzado en 1993.
Engelen y Adams fueron invitados por Midway Games tras el éxito de su banda de techno/industrial/new beat Lords of Acid, y luego se les proporcionó una copia del juego, información detallada sobre los diversos personajes y una biblioteca de efectos de sonido para samplear, y se les dio un mes para componer un álbum entre las giras de su proyecto. El álbum incluía una canción techno para cada uno de los 7 personajes jugables, así como para el jefe Goro, junto con dos pistas adicionales. Una de ellas, Hypnotic House (Mortal Kombat), se utilizó como introducción en el CD de Sega de Mortal Kombat.
La otra, Mortal Kombat (Techno-Syndrome), fue el único trabajo en solitario, ya que Engelen se había ido a una reunión de su sello discográfico, dejando a Adams para que hiciera la canción él solo en su computadora Atari ST. "Techno Syndrome", con su grito característico de "¡Mortal Kombat!" - tomada del comercial "Mortal Monday" que promociona la versión para consola doméstica del juego - posteriormente se hizo famosa como "la canción principal de Mortal Kombat" debido a su uso en la película de 1995, y las versiones remezcladas de la canción continúan asociándose con la franquicia Mortal Kombat. La banda sonora alcanzó el número 10 en las listas Billboard 200. Jonathan Oyama, escribiendo para Venturebeat afirma que Techno Syndrome está basado en "Twilight Zone" de 2 Unlimited, pero Adams y Engelen han dicho que el parecido era una coincidencia y que no se tomaron medidas legales. El grito lo hizo el actor Kyle Wyatt.
"Techno Syndrome" también es una canción oculta que aparece en la versión de Sega CD de Mortal Kombat cuando uno elige ingresar al modo "banda sonora" en la pantalla de introducción de Sega CD. También se puede acceder colocando el CD en un reproductor de CD y seleccionando la pista 17. El álbum alcanzó la posición número 16 en el Billboard Heatseekers en los Estados Unidos.

## Lista de canciones
Todas las canciones están escritas por Maurice Engelen, con la excepción de Olivier Adams donde se indica.
1. "Johnny Cage (Prepare Yourself)"
2. "Kano (Use Your Might)"
3. "Sub-Zero (Chinese Ninja Warrior)"
4. "Liu Kang (Born In China)"
5. "Techno Syndrome (Mortal Kombat)" – escrita por Olivier Adams
6. "Scorpion (Lost Soul Bent On Revenge)"
7. "Sonya (Go Go Go)"
8. "Rayden (Eternal Life)"
9. "Goro (The Outworld Prince)"
10. "Hypnotic House (Mortal Kombat)"

## Otras versiones
"Utah Saints Take on the Theme from Mortal Kombat" fue un remix de los Utah Saints que fue una canción del álbum de la banda sonora de 1995.
Benjamin Wallfisch compuso "Techno Syndrome 2021" como tema principal de la película de 2021 del mismo nombre. Alcanzó el puesto número 5 en las ventas de canciones digitales dance/electrónicas de Billboard y el número 15 en la lista Hot Dance/Electronic Songs.
En la serie de anime de Netflix de 2023 Scott Pilgrim Takes Off se utiliza una versión de "Techno Syndrome" de Anamanaguchi, con nuevas voces de Wyatt nombrando a los personajes de Scott Pilgrim en lugar de los del juego, y el tema "Mortal Kombat!" grito reemplazado por "¡Scott Pilgrim Takes Off!". La versión fue lanzada como sencillo del álbum de la banda sonora de la serie el 19 de enero de 2024.